# Viktor I.
Viktor I., papa od 189. do 199.

## Životopis

### Podrijetlo
Liber pontificalis navodi kako je podrijetlom iz Afrike, te da mu se otac zvao Felix. Time bi ovo bio prvi papa iz rimske provincije Afrike. Uz ovaj izvor, i Liberijev katalog potvrđuje da mu je pontifikat trajao od 186. do 197. Euzebijev Ljetopis smješta početak Viktorova pontifikata u sedmu godinu vladavine cara Komoda (187.) i kaže da je trajao dvanaest godina. Isti autor u svojoj Crkvenoj povijesti ispravlja godinu početka pontifikata te ju smješta u devetu godinu Komodove vladavine, to jest 189., i kaže da je ostao na rimskoj stolici deset godina.

### Odnosi s carskim vlastima
U razdoblju zadnjih godina Komodove vlasti (180. – 192.) i prvih godina vlasti Septimija Severa (od 193.) rimska Crkva uživala je razdoblje mira i bez progona. Pozitivno mišljenje što ga je Komod imao o kršćanstvu obično se pripisuje nekoj ženi imenom Marcija. Prema svjedočanstvu sv. Hipolita Rimskog (Philosophumena, IX 12), ona je bila sklona kršćanima, a možda i sama kršćanka. Jednom je u palaču pozvala papu Viktora I. i tražila ga popis kršćana koji su bili osuđeni na prisilni rad u sardinijskim rudnicima, kako bi bili oslobođeni. Bilo je to prvi put da je Rimsko Carstvo pokušalo pregovarati s Crkvom i njezinim biskupom u vezi progonstava. Dobivena je tada sloboda za kršćane, a papa je poslao prezbitera Hijacinta na Sardiniju kako bi oslobodio kršćane. Među njima bio je i budući papa Kalist I.
Irenej Lionski (Adversus Haereses, IV, XXX 1) javlja da su u to doba kršćani zauzimali mnoga važna mjesta na carskom dvoru. I Septimije Sever, u prvim godinama svoga vladanja, pozitivno je gledao na kršćane, dajući im ključna mjesta na dvoru. Među tim kršćanima bio je i neki Prokul koji je liječio samoga cara. Car je štitio kršćane od poganskih napada, a njegov sin Karakala imao je dojilju kršćanku (Tertulijan, Ad Scapulam, IV). U tom je razdoblju kršćanstvo napredovalo u samom gradu Rimu te su mu pristupali mnogi članovi bogatih i plemenitih obitelji (Euzebije Cezarejski, Crkvena povijest, V, XXI).

### Unutarnje stanje Crkve

#### Pitanje nadnevka Uskrsa
Nasuprot mirnom okruženju, iznutra je Crkva tada bila razdirana nemirima. Osobito se zaoštrila rasprava oko datuma Uskrsa. Rimski kršćani koji su se doselili iz azijskih provincija Carstva slavili su taj blagdan četrnaestog dana židovskoga mjeseca nisana, bez obzira na dan u tjednu. Stoga su ih na latinskom nazivali quartodecimani (četrnaesnici). To je izazvalo neslaganje u Rimu gdje se Uskrs slavio uvijek u nedjelju. Papa je nastojao ove kvartodecimance uvjeriti da prihvate rimski običaj. U tom je smislu pisao efeškom biskupu Polikratu i predložio mu da sazove azijske biskupe te rasprave ovo pitanje. To je ovaj i učinio, no u odgovoru Viktoru ustraje u slavljenju Uskrsa 14. nisana. Tada je Viktor sazvao u Rimu prvi poznati sinod biskupa iz Italije, te pozvao sve biskupe iz središta pojedinih pokrajina da sazovu ostale biskupe i rasprave pitanje nadnevka Uskrsa. Odgovori su stigli iz svih krajeva tada poznatoga svijeta: sa sinoda u Palestini kojem su predsjedali Teofil iz Cezareje i Narcis iz Jeruzalema; sa sinoda u Pontu kojem je predsjedao starina Palma; iz zajednica u Galiji čiji je biskup bio Irenej Lionski; od biskupa Bakhila iz Korinta i ostalih krajeva. Sve su ove zajednice bile mišljenja da Uskrs valja slaviti u nedjelju.
Papa Viktor koji je tada djelovao kao glava cijeloga kršćanstva pozvao je, nakon toga, azijske biskupe da napuste svoj običaj i prihvate slavljenje Uskrsa nedjeljom. Ako to ne bi prihvatili, izgubili bi zajedništvo s rimskom Crkvom. Nekim biskupima nije se svidio takav postupak, pa primjerice Irenej Lionski piše Viktoru da je bolje zauzeti pomirljiviji način i zadržati jedinstvo (Euzebije Cezarejski, Crkvena povijest, V, XXIII-XXV).
Nema drugih podataka o tome kako je završilo ovo pitanje, osim da je postupno, kroz 3. stoljeće, rimski običaj općenito bio prihvaćen u cijeloj Crkvi. U samom Rimu papa je nametnuo svim kršćanima slavljenje Uskrsa u nedjelju, no to je izazvalo pobunu jedne skupine koju je predvodio neki istočnjak Blast, no ona nije imala većeg utjecaja.

#### Ostala pitanja
Papa Viktor imao je problema i s jednim rimskim prezbiterom imenom Florin, vjerojatno podrijetlom iz Male Azije. Bio je dužnosnik carskoga dvora, a imao je priliku upoznati i svetog Polikarpa. Bio je pristao uz gnosticizam i počeo širiti Valentinov nauk. Irenej Lionski napisao je dva djela protiv njega i upozoravao Viktora na njegove spise koje je držao opasnima. Florin je bio uklonjen sa svojih mjesta u Crkvi i konačno izopćen (Euzebije, Crkvena povijest, V, XV 20).
Za Viktorova pontifikata, neki bogati kršćanin imenom Teodat Bizantski, stigao je u Rim i počeo propovijedati krivi nauk o Kristu. Tvrdio je da je Krist bio samo čovjek prosvijetljen Duhom Svetim i obdaren nadnaravnim moćima. Takvo se krivovjerje naziva adopcionizam. Papa je osudio ovo krivovjerje i izopćio Teodata, no ovaj je osnovao svoju zajednicu koja je neko vrijeme imala priličan utjecaj. Tertulijan navodi da je Viktor mogao doći u dodir i s montanizmom, no o tome nema drugih dokaza.

## Viktorova djela
Sveti Jeronim označuje ovog papu kao prvog pisca koji je pisao teološka djela na latinskom, te ga spominje u svojim djelima De viris illustribus:
Dotada su svi crkveni spisi bili na grčkom jeziku. Osim pisama o pitanju Uskrsa, nisu nam poznati druga Viktorova djela. Moguće je da je upravo za njegova pontifikata u Rimu sastavljen kanon Svetog pisma, koji je djelomično sačuvan u Muratorijevu kanonu, što je naznačilo i konačan prelazak s grčkog na latinski. Vjerojatno je u njegovo vrijeme započelo i slavljenje liturgije na latinskom jeziku, a ne više na grčkom, no tek će u 4. stoljeću to postati opće prihvaćeno na Zapadu.
Liber pontificalis, uz rješavanje pitanja nadnevka Uskrsa, ovom papi pripisuje i uvođenja u stalež klera određene skupine koja je nosila ime sequentes, no nije jasno koje su službe pripadale toj skupini. Ipak, čini se da ta bilješka nema povijesne podloge. Slično vrijedi i za odredbu o krštenju u slučaju nužde.

## Mučeništvo i štovanje
Unatoč razdoblju mira u vrijeme njegova pontifikata, papa Viktor podnio je mučeničku smrt pod carem Septimijem Severom, te je pokopan u blizini Petrova groba. Katolička, Pravoslavna i Koptska Crkva štuju ga kao sveca (u ovoj posljednjoj ime mu je Boktor). Rimski martirologij o njemu kaže: